# Вилкенешть (комуна)
Вилкенешть, Вилкенешті (рум. Vâlcănești) — комуна у повіті Прахова в Румунії. До складу комуни входять такі села (дані про населення за 2002 рік):
- Вилкенешть (2705 осіб)
- Киржарі (770 осіб)
- Трестіоара (519 осіб)

Комуна розташована на відстані 77 км на північ від Бухареста, 21 км на північ від Плоєшті, 64 км на південний схід від Брашова.

## Населення
За даними перепису населення 2002 року у комуні проживали 3994 особи. Усі жителі комуни рідною мовою назвали румунську.
Національний склад населення комуни:
| Національність | Кількість осіб | Відсоток |
| -------------- | -------------- | -------- |
| румуни         | 3888           | 97,3%    |
| цигани         | 106            | 2,7%     |

Склад населення комуни за віросповіданням:
| Релігія      | Кількість осіб | Відсоток |
| ------------ | -------------- | -------- |
| православні  | 3825           | 95,8%    |
| адвентисти   | 111            | 2,8%     |
| бретрени     | 32             | 0,8%     |
| лютерани     | 17             | 0,4%     |
| не релігійні | 2              | 0,1%     |
| юдеї         | 1              | < 0,1%   |